# Collegiata di Santa Maria Assunta (Poggibonsi)
La Collegiata di Santa Maria Assunta, o Propositura, è il principale luogo di culto cattolico di Poggibonsi, in provincia di Siena, sede dell'omonima parrocchia appartenente all'arcidiocesi di Siena-Colle di Val d'Elsa-Montalcino.

## Storia
La prima testimonianza sulla chiesa risale ad un atto emesso durante il pontificato di papa Niccolò II col quale si confermano le chiese a lei sottoposte, atto in seguito confermato il 6 maggio 1155 con una bolla di papa Adriano IV. Un'altra testimonianza risale al marzo del 1075 quando l'allora pieve di Santa Maria nel borgo di Martùri fa da sede per un placito concesso dalla marchesa Beatrice di Toscana in favore della vicina abbazia di Martùri. Il 4 aprile 1156 all'interno della pieve il conte Guido Guerra dona ai consoli del comune di Siena una parte del sovrastante Montis Bonizi in Valle de Marturi: con questo atto la chiesa di Santa Maria divenne il centro di uno dei borghi del nuovo e potente castello.
Probabilmente fin dall'XI secolo insieme al pievano viveva una comunità di canonici che però è testimoniata solo da un atto del 20 dicembre 1174 col quale vengono nominati testimoni il pievano Guido e canonici Ildebrando e Cione. Tra i locali annessi alla pive c'era anche un dormitorio documentato dal 14 giugno 1188 data in cui i chierici concessero al priore della canonica di Talciona Giovanni il permesso di officiare per il suo popolo in Poggibonsi. Ai canonici di santa Maria venne indirizzata una bolla di papa Innocenzo III datata 17 ottobre 1206
In questa pieve il 4 giugno 1203 venne pronunciato il celebre Lodo di Poggibonsi col quale vennero demarcati i confini tra la Repubblica di Firenze, al cui territorio la pieve apparteneva, e la Repubblica di Siena. L'essere l'avamposto fiorentino portò i pievani di Martùri ad essere spesso in conflitto con la diocesi di Siena per la supremazia della chiesa di Podium Bonitii; un primo scontro si ebbe già l'8 giugno 1203 quando il priore di Talciona (diocesi di Siena) si sottomise a Miscianello pievano di Santa Maria.
Tutta la prima metà del XIII secolo è dominata dalla figura del pievano Tebaldo, che ebbe anche il titolo di Proposto e spesso fu designato come delegato papale. Nonostante la distruzione del castello di Poggio Bonizio e la conseguente devastazione del territorio, la pieve di Santa Maria nell'ultimo quarto del XIII secolo era ancora ricchissima, grazie soprattutto al suo territorio che anche se molto ristretto era popolosissimo, era dotato di bene 33 chiese suffraganee, ed al prestigio del suo pievano Bernardo che tra il 1277 e il 1278 fu nominato sottocollettore per le decime della diocesi di Fiesole.
La chiesa di Santa Maria, referente religiosa, politica ed economica dei fiorentini nella zona, venne dotata nel 1314 di un nuovo fonte battesimale in marmo scolpito e dal 1332 fu inserita negli Statuti del comune con numerosi rubriche per regolarne la vita; ad esempio era in Plebe Sancte Marie che si tenevano i consigli comunali e inoltre le sue campane dovevano segnalare il coprifuoco.
Nel XIV secolo facevano parte del complesso plebano la chiesa, la canonica, il chiostro (documentato dal 1239), una torre campanaria e una loggia plebis posta davanti alla chiesa e documentata fino alla metà del XIX secolo; vi era inoltre un hospitium plebis intitolato a san Nicola e oggi identificabile con la cappella di san Gregorio. L'annesso oratorio di San Niccolò secondo vari storici sarebbe da identificarsi con l'antica cappella di Santa Croce donata dal marchese Ugo II di Toscana all'abate di Martùri alla fine del X secolo.
Nella pieve venivano celebrate tutte le festività dei vari santi cittadini per i quali vennero costruite varie cappelle come per esempio quella dedicata a Santa Bona per la quale gli affreschi dovevano essere ancora completati in data 20 luglio 1371.
Nel 1592, a seguito della costituzione della nuova Diocesi di Colle Val d'Elsa, il piviere di santa Maria fu staccato dalla diocesi di Firenze per essere inserito nella nuova realtà. Alla fine del XVIII secolo l'edificio risultava pericolante tanto che nel 1787 si tentò un primo restauro, ma un terremoto nel 1806 vanificò il lavoro. Fu nuovamente restaurata consolidando la parte nord della chiesa e in quella occasione l'oratorio di San Niccolò fu trasformato in battistero.
Nel 1863 l'edificio era nuovamente lesionato tanto che se ne decise la demolizione e la ricostruzione in forme neoclassiche. Nel 1896 nella torre campanaria fu installato l'orologio. Nel 2003 la collegiata è stata oggetto di un importante intervento di restauro interno, nel corso del quale è stata riorganizzata l'area presbiterale nelle sue forme attuali. Il 1 novembre 2003 il nuovo altare fu solennemente dedicato dall'arcivescovo Antonio Buoncristiani, alla presenza dell'arcivescovo emerito Mario Ismaele Castellano.

## Descrizione

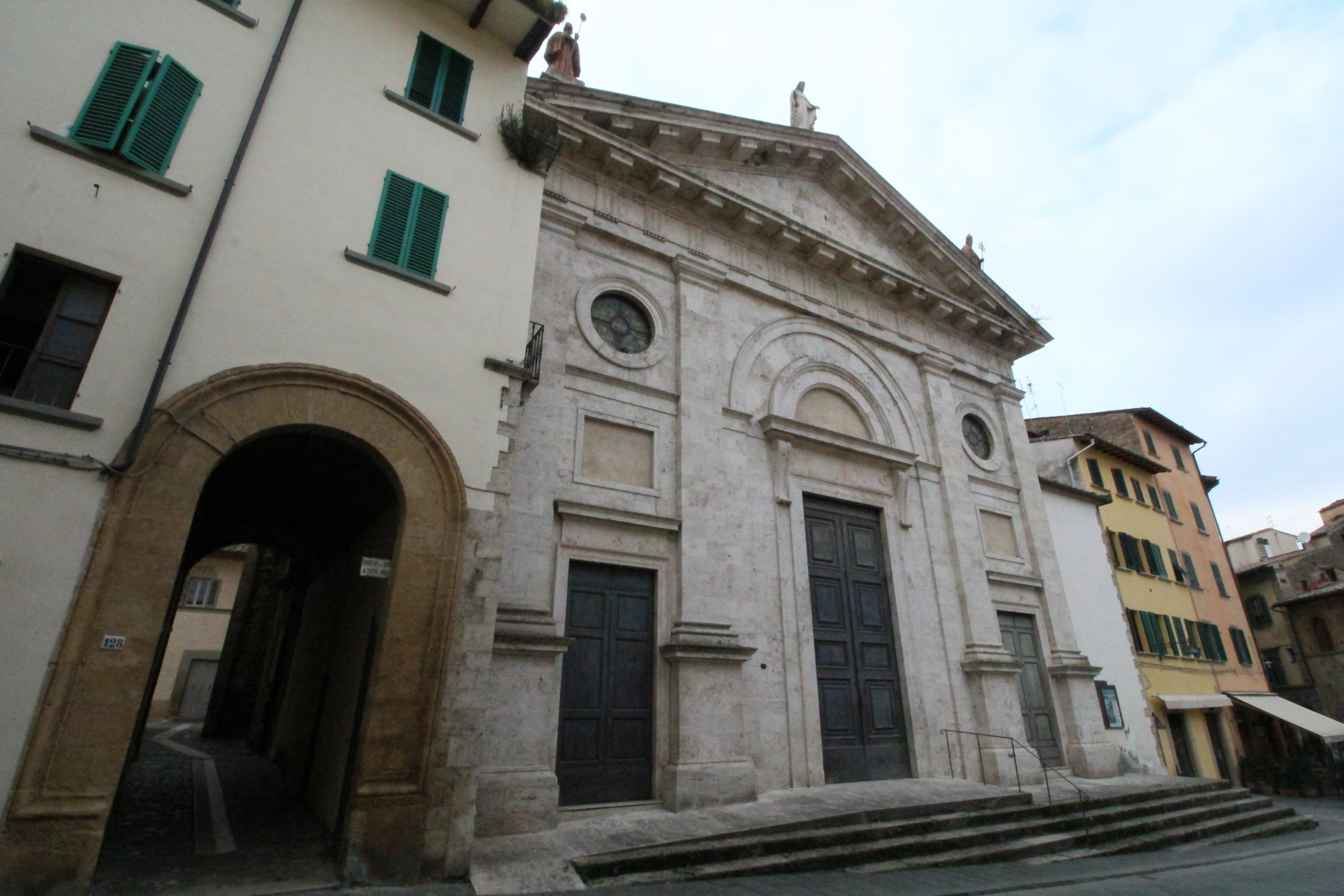
La facciata

### L'antica pieve
La pieve originaria era una basilica a tre navate con abside cripta.
L'antica facciata, oggi distrutta, appare in un disegno della metà dell'Ottocento, era salienti con un solo portale centrale e sopra ad esso stava una finestra. L'ordine inferiore era costituito da un portico a pilastri collegato alla torre campanaria. L'interno era diviso da due serie di tre arcate poggianti su quattro colonne con capitelli decorati con figure zoomorfe. Alla fine di ognuna delle tre navate vi erano altrettante cappelle dotate di altari.

Nel libro di Attilio Ciaspini (1850) troviamo una descrizione dell'interno che qui riportiamo:
Oggi rimangono poche tracce della vecchia pieve. Nel fianco settentrionale è visibile una monofora archiacuta posta in corrispondenza di una delle cappelle; nei depositi della sagrestia si trova, malamente conservato, un capitello decorato con fogliami d'acqua con abaco sottile e base modanata proveniente dall'antica cripta.
La torre campanaria è la parte meglio conservata della primigenia pieve, tranne che nella parte terminale realizzata nell'Ottocento. L'ordine inferiore presenta un paramento murario isodomo realizzato in travertino dove, appena sopra l'arcone di passaggio, si vedono due lesene.

#### Cappella di San Gregorio
La cappella di san Gregorio consta di una semplice aula coperta a tetto e priva di abside. La facciata in origine era a capanna con sopra al portale un occhio in cotto parzialmente visibile tuttora. Il portale presenta un archivolto in mattoni sagomati e una lunetta affrescata; l'architrave in arenaria poggia su due mensole convesse e presenta delle decorazioni a festoni floreali di stile lucchese.

### La chiesa attuale
All'interno, di forma basilicale a tre navate su colonne, nel braccio destro del transetto è collocato un fonte battesimale marmoreo del 1341, mentre sugli altari laterali tele di Aurelio Lomi, Giuseppe Collignon e Alessandro Franchi.
Sulla cantoria in controfacciata si trova l'organo a canne, costruito da Antonio e Filippo I Tronci nel 1755; lo strumento, racchiuso all'interno di una cassa lignea con decorazioni architettoniche, dispone di 12 registri su unico manuale e pedale, ed è a trasmissione integralmente meccanica.

## Piviere di Santa Maria Assunta

### Architetture religiose
- chiesa di Santa Maria a Camaldo;
- chiesa di San Donato a Castagneto;
- chiesa di San Michele a Castiglioni;
- chiesa di San Martino a Luco;
- chiesa di Santa Croce a Martùri;
- chiesa di San Pietro a Megognano;
- chiesa di San Michele Arcangelo a Papaiano;
- chiesa di Sant'Andrea a Papaiano;
- chiesa di San Lorenzo in Pian dei Campi;
- chiesa di Sant'Agnese a Poggiobonizio;
- chiesa di San Martino a Poggiobonizio;
- chiesa di San Salvatore a Poggiobonizio;
- chiesa di Santo Stefano a Poggiobonizio;
- chiesa di San Lorenzo a Poggibonsi;
- chiesa di San Donato a Stuppio;
- chiesa dei Santi Filippo e Jacopo a Stuppio
- chiesa di San Bartolomeo a Villa Pini;
- chiesa di San Giorgio a Vizzano;
- chiesa di San Giovanni alla Magione;

### Spedali
- spedale di Santa Maria Maddalena a Calcinaia;
- spedale di Santa Maria della Scala a Calcinaia;
- spedale di Lappeto;
- spedale di Martùri;
- spedale di San Michele a Poggibonsi;
- spedale della Misericordia a Poggibonsi;
- spedale di San Niccolò alla Pieve di Poggibonsi;
- spedale dei Poveri a Poggibonsi;
- spedale di San Giovannino a Poggibonsi;
- spedale degli Speziali a Poggibonsi.